# Laurel, Iowa
Laurel är en ort i Marshall County i Iowa. Vid 2010 års folkräkning hade Laurel 239 invånare.